# Hipocondroplasia
Hipocondroplasia é uma displasia dos ossos  (condrodistrofia), que se caracteriza por um crescimento anormal do esqueleto, resultando em indivíduos de baixa estatura e com membros desproporcionalmente pequenos.

## Etimologia
Esta condodistrofia é semelhante à acondroplasia, mas distingue-se através dos achados clínicos e radiológicos. Nesta forma de nanismo, a pélvis é normal, a porção proximal da fíbula não é estendida e as complicações neurológicas que podem ocorrer na acondroplasia dificilmente estão presentes. O formato da cabeça não é afetado. Já os dedos são curtos, mas as mãos não apresentam formato de tridente. A configuração vertebral ocorre de forma semelhante em ambos os casos.